# スカラー電磁波
スカラー電磁波（スカラーでんじは）は、ニコラ・テスラが発見したというテスラ波をもとにトーマス・ベアデン（1930年 -、サイコトロニクス協会、ニコラ・テスラ協会に所属）が「Gravitobiology: A New Biophysics（1991年）」で提唱した（仮説的な）電磁波の一種。その名の通り方向の概念を持たない。ただし具体的な実証はなく、もっぱら疑似科学において使用されている用語。現在科学で裏付けられている電磁波はスカラー波ではなくベクトル波である。
2003年に白装束集団として話題を集めたパナウェーブ研究所は、共産ゲリラがスカラー電磁波を発していると主張し、これを遮断するためとして、白い綿布をまとった。